# Robert for årets kvindelige birolle – tv-serie
Robert for årets kvindelige birolle - tv-serie er en pris, der uddeles af Danmarks Film Akademi ved den årlige Robertfest. Prisen er blevet uddelt siden 2013.

## Prisvindere

### 2010'erne
| År   | Skuespiller            | Serie          | Ref.  |
| ---- | ---------------------- | -------------- | ----- |
| 2013 | Birthe Neumann         | Julestjerner   | [ 1 ] |
| 2014 | Camilla Bendix         | Broen II       | [ 2 ] |
| 2015 | Lene Maria Christensen | Arvingerne     | [ 3 ] |
| 2016 | Lene Maria Christensen | Arvingerne II  |       |
| 2017 | Bodil Jørgensen        | Rytteriets jul |       |
| 2018 | Lene Maria Christensen | Arvingerne III | [ 4 ] |
| 2019 | Josephine Park         | Doggystyle     |       |

### 2020'erne
| År   | Skuespiller            | Serie        | Ref.  |
| ---- | ---------------------- | ------------ | ----- |
| 2020 | Josephine Park         | Doggystyle   |       |
| 2021 | Christine Albeck Børge | Ulven kommer | [ 5 ] |